# Zdíkov

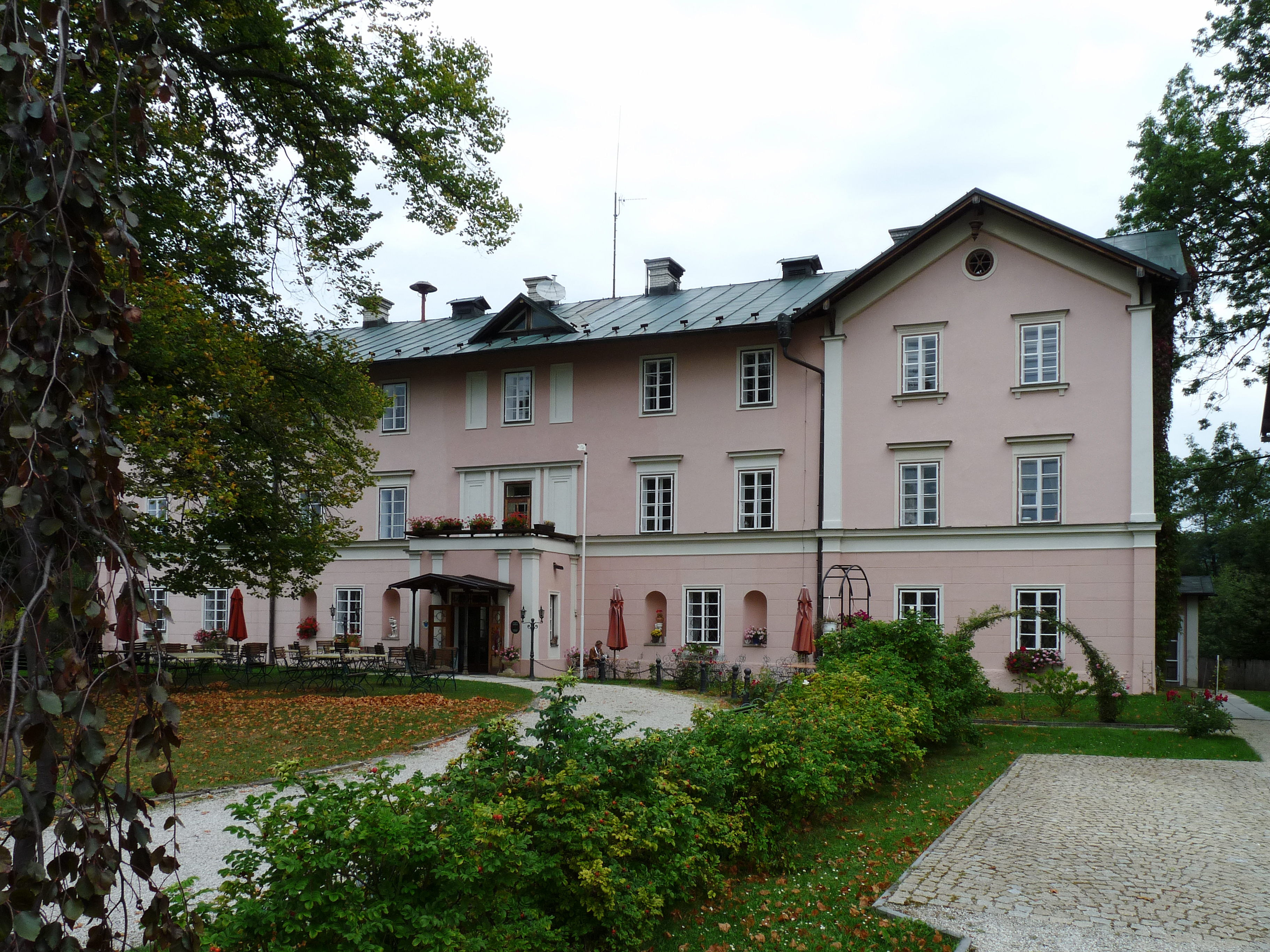
Schloss Zdíkov

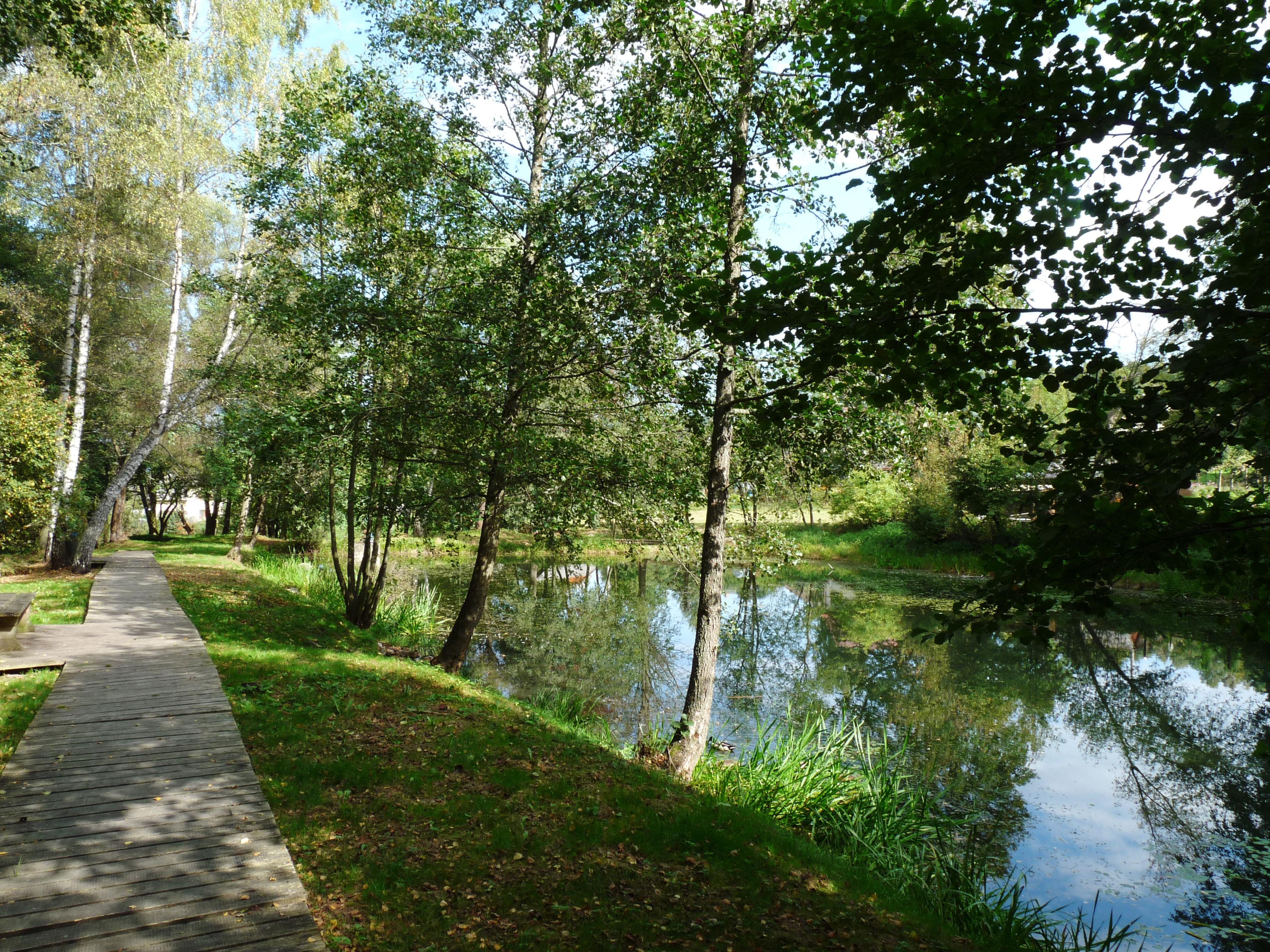
Schlosspark Zdíkov

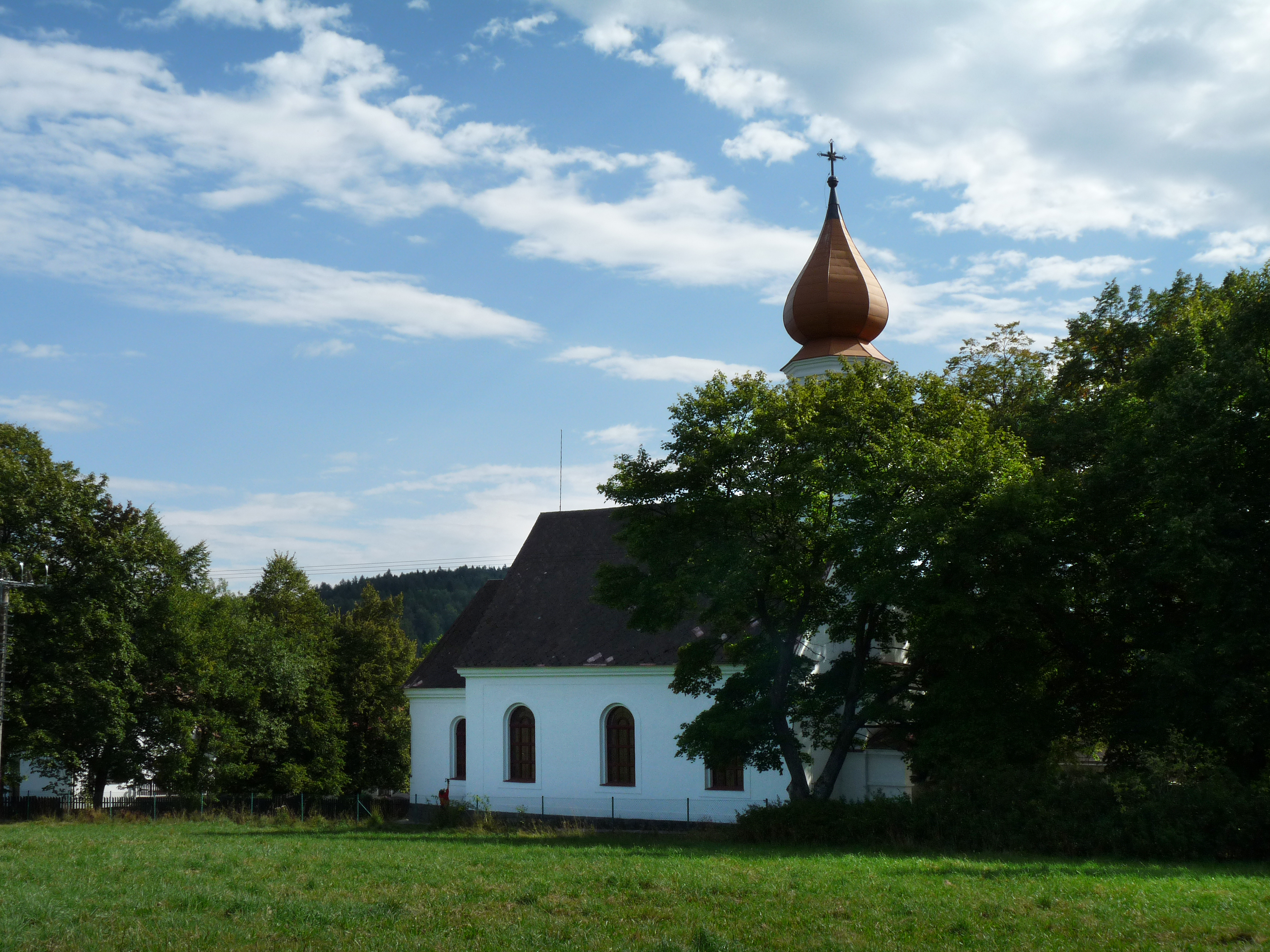
Kirche der hl. Ludmila in Zdíkov

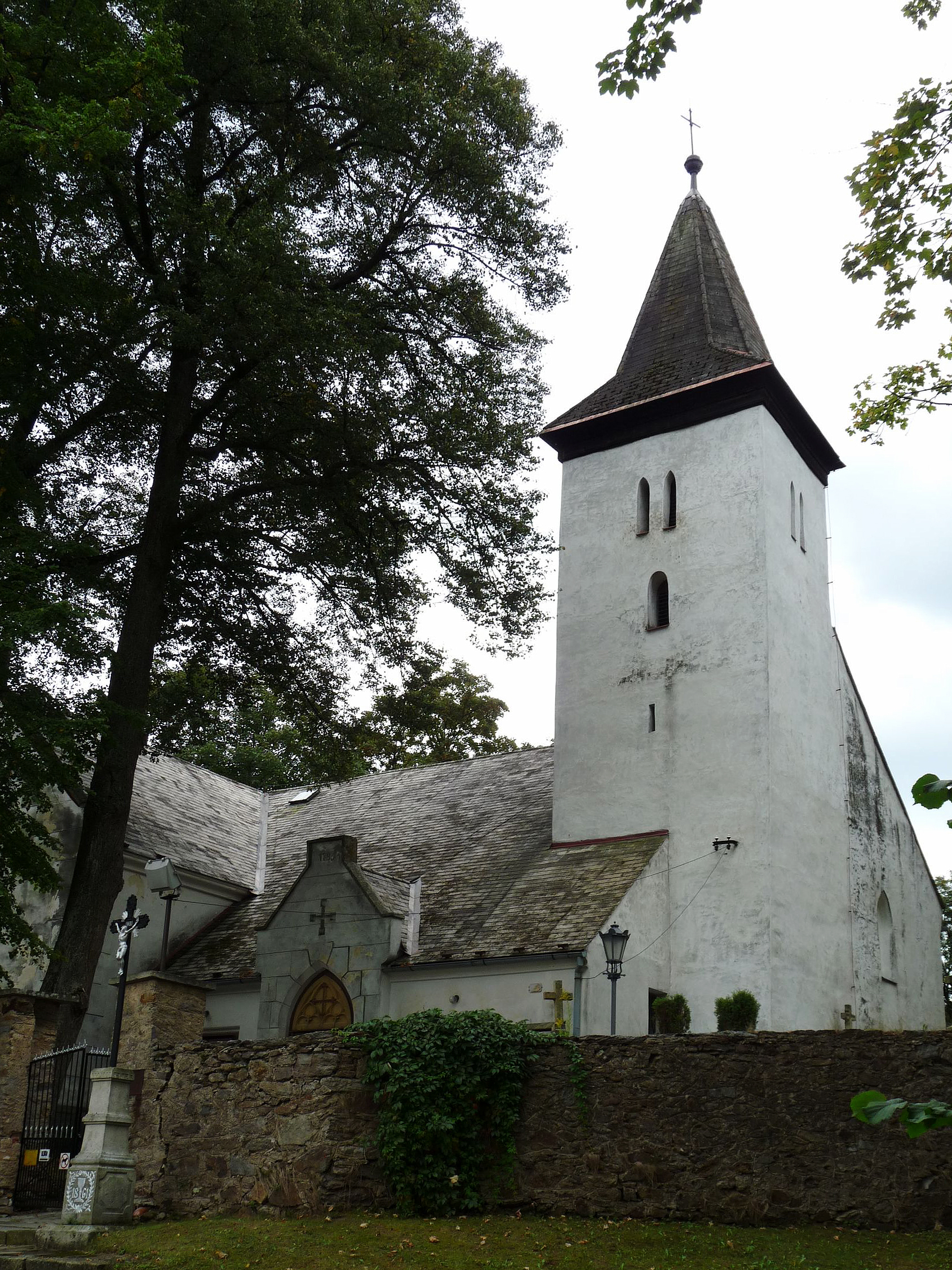
Kirche St. Peter und Paul in Zdíkovec

Zdíkov (deutsch Groß Zdikau) ist eine Gemeinde in Tschechien. Sie liegt sieben Kilometer nordwestlich von Vimperk  gehört zum Okres Prachatice. 

## Geographie

### Lage
Zdíkov liegt am nördlichen Fuße des Böhmerwaldes in einem sanften Tal an der Einmündung des Baches Adámkův potok in den Zdíkovský potok. Nordöstlich erhebt sich Kohoutová (894 m), östlich der Vrch u Drviště (850 m), im Südosten die Loužka (899 m), der Na Kamenicí (914 m) und die Jilmová (978 m), südlich die Kamenná hora (1057 m) und der Hrb (1074 m), im Südwesten die Výška (1117 m) und die Homole (1001 m), westlich der Hrbek (897 m) und der Kamenný vrch (867 m) sowie im Nordwesten die Popelná hora (1092 m). Durch Zdíkov führt die Staatsstraße II/145 zwischen Vimperk und Kašperské Hory.
Nachbarorte sind Zdíkovec, Vaněk, Olší, Kudlata und Branišov im Norden, Janov, Račov und Putkov im Nordosten, Drviště und Žírec im Osten, Cejsice, Křesanov, U Hospůdky und U Sloupů im Südosten, Zábrod, Kamenná Lhota und Na Radosti im Süden, Paseka, Nové Hutě und Albrechtec im Südwesten, Nový Dvůr und Masákova Lhota im Westen sowie Stachy im Nordwesten.

### Gemeindegliederung
Die Gemeinde Zdíkov besteht aus den Ortsteilen Branišov (Branschau), Hodonín (Hodonin), Masákova Lhota (Mehlhüttel, auch Mehlhütten), Nový Dvůr (Oberhof), Putkov (Putkau), Račov (Radeschau, auch Ratschau), Zdíkov (Groß Zdikau), Zdíkovec (Klein Zdikau) und Žírec (Schiretz, auch Schurz) sowie den Wohnplätzen Albrechtec (Mehlhüttler Waldhäuser), Drviště, Dolní Dvůr (Unterhof), Janov, Kamenná Lhota (Jägerhaus), Kudlata, Lesní Chalupy (Groß Zdikauer Waldhäuser), Martínkův Mlýn, Na Samotách, Olší, U Babůrka, U Cajsů, U Kubíčků, V Hupěji, Vaněk und Zábrod (Zabrod). Grundsiedlungseinheiten sind Branišov, Hodonín, Masákova Lhota, Nový Dvůr, Putkov, Račov, Zábrod, Zdíkov, Zdíkovec und Žírec.
Das Gemeindegebiet gliedert sich in die Katastralbezirke Branišov u Zdíkovce, Hodonín u Zdíkovce, Masákova Lhota, Putkov, Račov, Zdíkov, Zdíkovec und Žírec.

### Nachbargemeinden
|           | Vacov                                       | Čkyně   |
| Stachy    | Kompassrose, die auf Nachbargemeinden zeigt | Vimperk |
| Nové Hutě | Borová Lada                                 |         |

## Geschichte
Die erste schriftliche Erwähnung von Zdíkov erfolgte im Jahr 1318. Der Name des Dorfes leitet sich wahrscheinlich vom Winterberger Burggrafen Zdík von Janovice her. 
Unter den Malowetz von Chejnov auf Winterberg bildete Zdíkov einen Familienfideikommiss. Johann Freiherr von Malowitz ließ Zdíkov allodieren und verkaufte das Gut 1799 an Franz Graf von und zu Sickingen. Dieser veräußerte das Gut 1803 an den k.k. Oberst Jakob Freiherr von Wimmer. Die Wimmerschen Erben verkauften Zdíkov im Jahre 1822 an Ferdinand Graf Palffy von Erdöd. Von diesem kaufte 1829 der Prager Bürger Jakob Wimmer das Gut. 1837 erwarb es Ferdinand Ritter von Bischof.
Im Jahr 1840 hatte das Gut Groß-Zdikau eine Nutzfläche von 8255 Joch 815 Quadratklafter. Darunter waren fast 6000 Joch Wälder, die in den Außergefielder, Kaltenbacher, Planier, Buchwalder und Groß-Zdikauer Forstrevieren bewirtschaftet wurden. Nach Süden hin reichte das Gut bis an die bayerische Grenze. Insgesamt lebten auf dem Allodgut 2910 Menschen; die Bevölkerung war sprachlich gemischt. Haupterwerbsquelle der Bewohner bildeten die Viehzucht sowie Tagelöhnerarbeiten und die Holzfällerei; der Ackerbau war unbedeutend.
Das Gut umfasste die Dörfer Groß-Zdikau, Mehlhüttel (Masákova Lhota), Planie (Pláně), Kaltenbach bzw. Neuhütten, Buchwald und Außergefield. Das Dorf Groß-Zdikau / Velky Zdiekow bestand aus 122 Häusern mit 822 Einwohnern. Die Bevölkerung wurde als teils böhmisch, teils deutsch beschrieben. Im Dorf bestanden ein herrschaftliches Schloss mit dem Wirtschaftsamt, ein Brauhaus, eine Branntweinbrennerei und eine Mühle. Eine zweite Mühle lag außerhalb. Zu Groß-Zdikau gehörten die Ansiedlungen Groß-Zdikauer Waldhäuser (Albrechtec) und Zabrod (Zábrod) sowie ein Jägerhaus und mehrere Einödhöfe und -chaluppen am Waldrand südlich und südöstlich. Pfarrort war Klein-Zdikau (Zdíkovec). Bis zur Mitte des 19. Jahrhunderts war der Ort Amtsdorf des Allodialgutes Groß-Zdikau.
Nach der Aufhebung der Patrimonialherrschaften bildete Zdikov/Groß-Zdikau ab 1850 mit dem Ortsteil Masákova Lhota / Mehlhüttel eine Gemeinde in der Bezirkshauptmannschaft Prachatice.    Zum Ende des 19. Jahrhunderts führte die Gemeinde den amtlichen Namen Velký Ždikov. Masákova Lhota löste sich in den 1920er Jahren los und bildete eine eigene Gemeinde. Nachdem Prachatice 1938 infolge des Münchner Abkommens an das Deutsche Reich abgetreten werden musste, verblieb Zdíkov bei der Tschechoslowakei und gehörte zwischen 1938 und 1945 zum Bezirk Strakonice und Gerichtsbezirk Volyně. Nach dem Ende des Zweiten Weltkrieges kam das Dorf zunächst wieder zum Okres Prachatice zurück, wurde jedoch 1949 dem neu gebildeten Okres Vimperk zugeordnet. Seit dessen Aufhebung im Jahre 1960 gehört Zdíkov wieder zum Okres Prachatice. 1964 wurden Masákova Lhota (mit Nový Dvůr), Putkov und Račov (mit Žírec) eingemeindet. Am 1. Januar 1980 erfolgte die Eingemeindung von Zdíkovec (mit Branišov und Hodonín).
1989 lebten im Ortsteil Zdíkov 1093 Personen, im Jahre 2009 waren es 1123.

## Sehenswürdigkeiten
- Schloss Zdíkov, in den Jahren 1865 bis 1868 ließen die Grafen Thun und Hohenstein, die alte Feste erweitern und zu einem neogotischen Schloss umgestalten. Heute dient es als Hotel.
- Schlosspark Zdíkov mit Teich Ostrov
- Kirche der hl. Ludmila in Zdíkov, sie wurde 1921 bis 1923 errichtet und am 28. Oktober 1923 geweiht. Den Altar der hl. Ludmila und des hl. Wenzel schuf J. Hubsch im Jahre 1922.
- Kapelle U Lizu.
- Ehemalige Schwarzenbergische Brauerei (Nr. 148), sie wurde 1911 stillgelegt und wird heute als Wohnhaus genutzt.
- Statue des hl. Nepomuk auf der Straßenbrücke nach Zdíkovec
- Kirche St. Peter und Paul in Zdíkovec, frühgotischer Bau aus dem Ende des 13. Jahrhunderts

## Söhne und Töchter der Gemeinde
- Emanuel Tonner (1829–1900), Pädagoge, Journalist, Übersetzer, Politiker und Mitbegründer des Sokol
- Jan Nepomuk Woldřich (1834–1906), Geologe und Paläontologe
- Karel Polata (1914–1974), Komponist und Dirigent
- Jan Lopatka (1940–1993), Literaturkritiker, Publizist, Unterzeichner der Charta 77 und Herausgeber der literarischen Werke Václav Havels.